# Старомукменевский сельсовет
Старомукменевский сельсовет — сельское поселение в Асекеевском районе Оренбургской области Российской Федерации.
Административный центр — село Старомукменево.

## История
9 марта 2005 года в соответствии с законом Оренбургской области № 1893/321-III-ОЗ образовано сельское поселение Старомукменевский сельсовет, установлены границы муниципального образования.

## Население
| 2010 | 2012 | 2013 | 2014 | 2015 | 2016 | 2017 |
| ---- | ---- | ---- | ---- | ---- | ---- | ---- |
| 658  | ↘624 | ↘588 | ↘560 | ↘534 | ↘517 | ↘505 |
| 2018 | 2019 | 2020 | 2021 |      |      |      |
| ↘477 | ↘441 | ↘436 | ↘416 |      |      |      |

## Состав сельского поселения
| № | Населённый пункт | Тип населённого пункта       | Население |
| - | ---------------- | ---------------------------- | --------- |
| 1 | Игенчеляр        | посёлок                      | 0         |
| 2 | Старомукменево   | село, административный центр | 565       |
| 3 | Шамассовка       | посёлок                      | 93        |